# قانون الأمن الغذائي العالمي لعام 2009
قانون الأمن الغذائي العالمي لعام 2009 والمعروف أيضًا باسم مشروع قانون لوغار-كيسي للأمن الغذائي هو مشروع قانون قُدّم في 5 فبراير 2009 في الكونغرس 111 من قِبل كل من ريتشارد لوغار ( إنديانا) وبرعاية روبرت كيسي (بنسيلفانيا)، مارك بيغيتش (ألاسكا)، رولاند بوريس (إيلينوي)، جون كيري (ماساتشوستس)، وماري لاندريو (لويزيانا) وغيرهم إلى مجلس الشيوخ في الولايات المتحدة.
ولو حصل المشروع على الموافقة القانونية، لكان قد سمح بالاعتمادات المأذون بها للسنوات المالية من 2010 حتى 2014 لتقديم المساعدة للدول الأجنبية لتعزيز الأمن الغذائي وتشجيع الاقتصادات الريفية وتحسين الاستجابة الطارئة لأزمات الغذاء ولأغراض أخرى؛ بما في ذلك تعديل قانون المساعدة الأجنبية لعام 1961. ويقوم الباب الثاني في قانون الأمن الغذائي العالمي بتعديل المادة 103أ من قانون الطيران الفيدرالي على النحو التالي: «البحوث الزراعية التي تتم بموجب هذا القانون يجب [...] (4) أن تشمل البحث في التقدم التكنولوجي الحيوي المناسب لظروف البيئية المحلية، بما في ذلك التكنولوجيا المعدلة وراثيًا». وقد عرّض هذا التعديل مشروع القانون للانتقاد بأنه سيتم تفويض البحث في مجال التكنولوجيا المعدلة وراثيًا.
وتمت المصادقة على مشروع القانون هذا من قبل عدد كبير من المنظمات الإنسانية؛ بما في ذلك: أوكسفام وThe Borgen Project و Bread for the World وحملة ONE.